# Hermann Unger (Komponist)

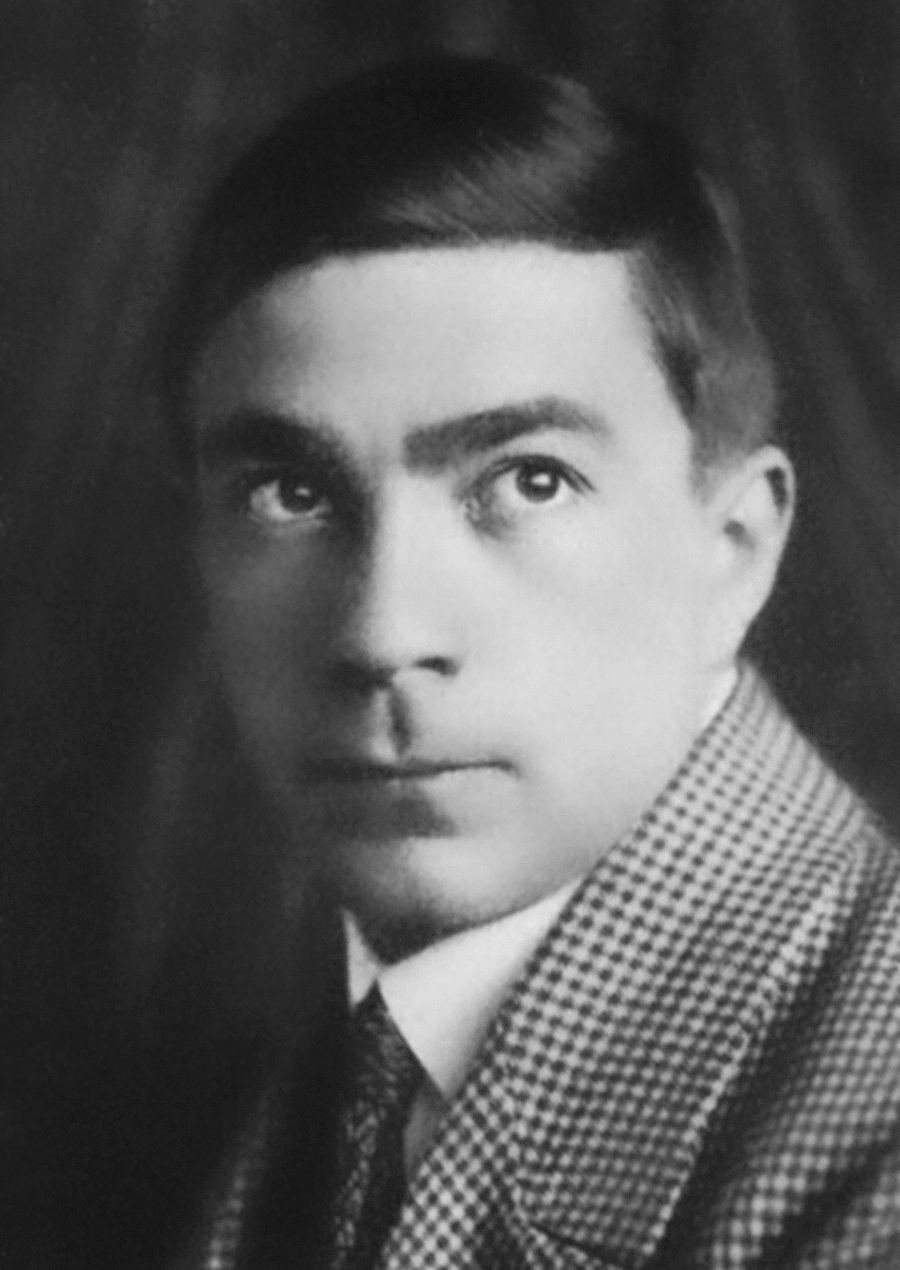
Hermann Unger um 1920

Gustav Hermann Unger (* 26. Oktober 1886 in Kamenz; † 31. Dezember 1958 in Köln) war ein deutscher Komponist.

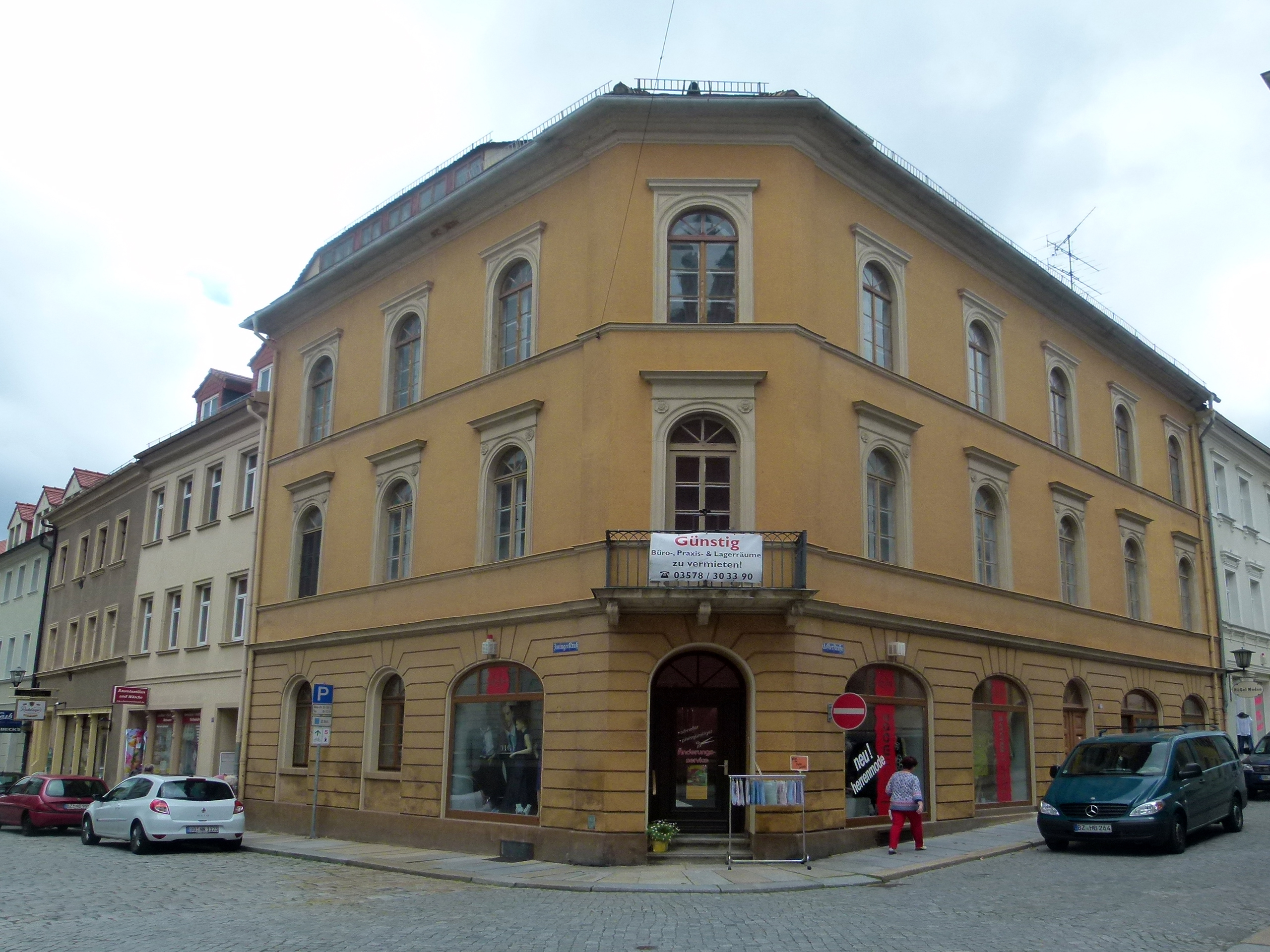
Hermann Ungers Geburtshaus in der Klosterstraße 1 in Kamenz

## Leben
Hermann Unger war der Sohn des Wandertheaterdirektors Fritz Unger (1858–1922) und seiner Ehefrau Maria geborene Stein. Er wurde in der Klosterstraße 1 in Kamenz geboren. Unger besuchte die Fürstenschule Grimma und studierte an den Universitäten Freiburg, Leipzig und München Germanistik, Archäologie, Musikwissenschaften und klassische Philologie. Musikalisch ausgebildet wurde er während seiner Münchener Studienzeit durch Edgar Istel und Joseph Haas. Letzterer vermittelte ihn 1911 an Max Reger nach Meiningen. Seinen Militärdienst leistete Unger in Meiningen bei der Regimentsmusik. 1910 promovierte Unger bei Otto Crusius in München zum Dr. phil. mit einer Arbeit über den Gebrauch des daktylischen Hexameter in der altattischen Komödie.
1913 kam Unger als Redakteur der Rheinischen Musik- und Theater-Zeitung nach Köln. Im Ersten Weltkrieg kam er zunächst in die Champagne. Danach wurde Unger zu den Kriegsschauplätzen des Osmanischen Reichs versetzt und diente in Aleppo und Konstantinopel. Nach der Rückkehr über Russland 1918/1919 leitete er die Kölner Städtische Bibliothek und hielt Vorlesungen an der Universität zu Köln. 1919 heiratete Unger die Witwe des Stabsarztes Alexander Burger, Leonie geb. Debüser (1894–1970). Aus der Ehe ging der Sohn Klaus (1920–2012) hervor.
Ab 1927 war Unger Professor an der Musikschule in Köln, die sich seit der Reformierung 1925 in eine staatliche Hochschule für Musik (Meisterklassen für Instrumentalspiel und Gesang, Komposition, Musiktheorie, Musikgeschichte, Rhythmik, Opernschule, und die Abteilungen für evangelische und katholische Kirchenmusik sowie Schulmusik) und die städtische Rheinische Musikschule (Vorbereitungsklassen für die Orchesterschule, die Opernchorschule und Klassen für die Laien- und Jugendmusik) mit getrennten Satzungen und Prüfungsordnungen gliederte. Nach der Machtergreifung der Nationalsozialisten wurde der Hochschuldirektor Walter Braunfels entlassen. Auch der Leiter der Musikschule Hermann Abendroth wurde ein Jahr später aus seinem Amt vertrieben. 1935 übernahm Martin Karl Hasse die Leitung der Hochschule. Zum Leiter der Rheinischen Musikschule und Hasses Stellvertreter wurde Hermann Unger ernannt, der im Januar 1932 der NSDAP beigetreten war (Mitgliedsnummer 827.904).
Obwohl Unger vor 1933 noch als Journalist gegen Ämterhäufung und Misswirtschaft in Köln polemisiert hatte, nahm er nach der Machtergreifung 16 systemnahe Ämter an und unterstützte maßgeblich Richard Trunk bei dessen beruflichem Aufstieg im Nationalsozialismus. Mit Wirkung vom 15. Dezember 1937 wurde Unger beispielsweise durch den Präsidenten der Reichsmusikkammer Peter Raabe zum „Landesleiter Rheinland“ dieser Kammer ernannt. Diese Landesleiter hatten weitreichende Befugnisse. Der Entnazifizierungshauptsausschuss der Stadt Köln stufte Unger im Januar 1949 deshalb in die Kategorie IV (Mitläufer) ohne Konten- und Vermögenssperre ein. Trotzdem gab es zu Ungers siebzigstem Geburtstag zahlreiche öffentliche Veranstaltungen. Selbst seine nun zum Ostblock gehörende Geburtsstadt Kamenz veranstaltete 1956 in der Gaststätte Stadt Dresden, wie zuvor schon 1936, ein Festkonzert unter musikalischer Leitung des Kamenzer Musikdirektors Höhne. Zur Aufführung kamen unter anderem die Werke Niederrheinische Tänze und Lieder (Op. 100) und Schönsteiner Schlossmusik (Suite in fünf Sätzen nach mittelalterlichen Weisen; op. 105), beide komponiert für Kammerorchester. Die erforderlichen Noten und Unterlagen wurden von Unger, der sich über die Ehrung erfreut zeigte, persönlich nach Kamenz gesandt.

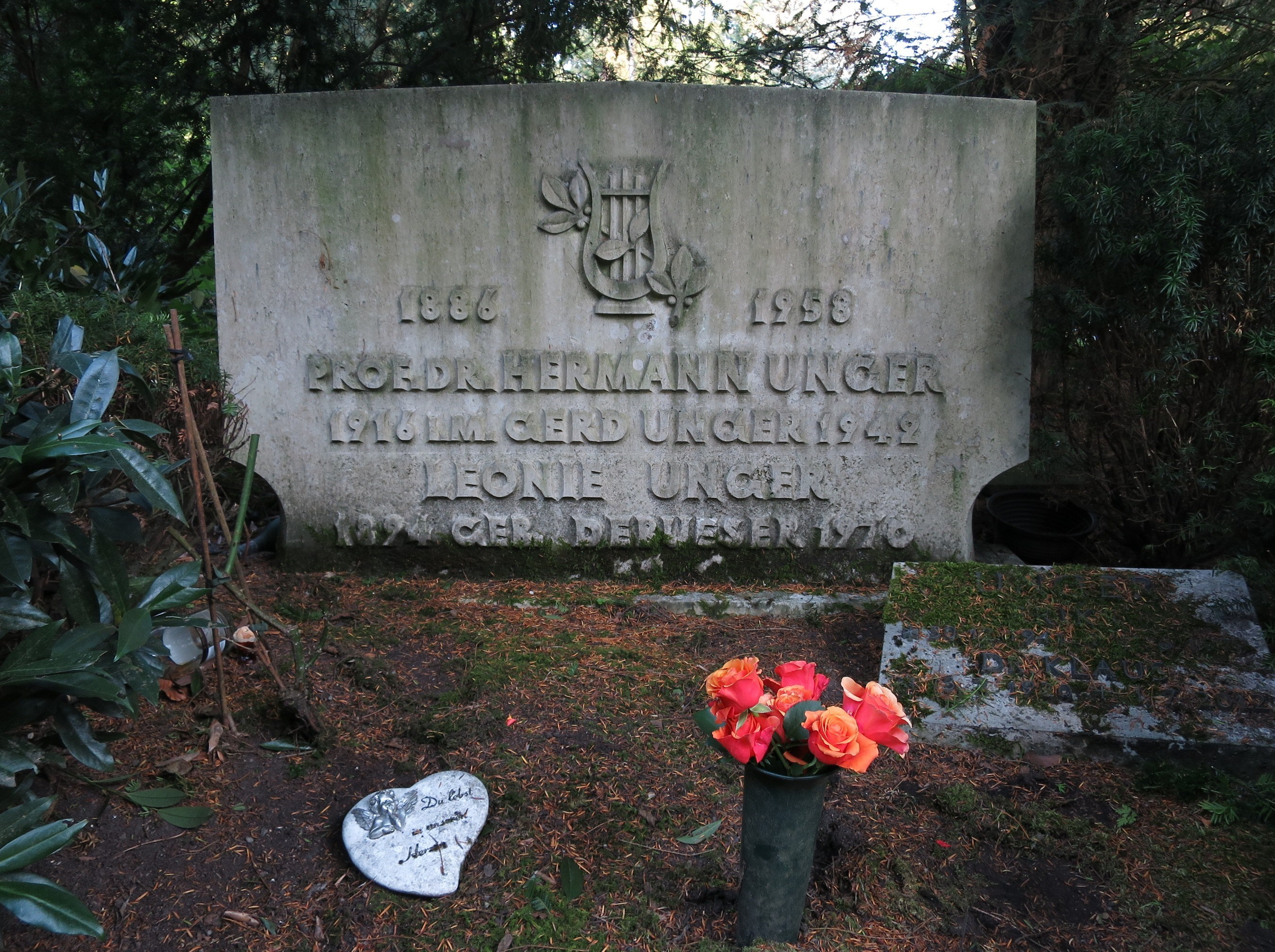
Familiengrab Unger

Der Verband deutscher Tonkünstler und Musiklehrer (VDTM) schlug mehrfach vor, Unger das Bundesverdienstkreuz erster Klasse zu verleihen, zuerst rund einen Monat vor Ungers siebzigstem Geburtstag. Das Kultusministerium Nordrhein-Westfalens lehnte dies mehrfach ab. Erst nach einem direkt an den Kultusminister Paul Luchtenberg gerichteten Schreiben Ende 1957 entschied sich dieser zur Ordensverleihung, die dann jedoch erst kurz vor Ungers Tod durch Luchtenbergs Vorgänger und Nachfolger Werner Schütz am „5. Dezember 1958 gegen 19.00 Uhr“ in Ungers Wohnung ohne Verständigung der Presse stattfand. Zu den Umständen der Ordensverleihung musste Schütz im Januar 1959 hausintern ausführlich Stellung nehmen.
Am 31. Dezember 1958 verstarb Unger 72-jährig in seiner Wohnung in Köln-Bayenthal. Die Grabstätte der Familie Unger befindet sich auf dem Kölner Südfriedhof (Flur 43).

## Ehrungen
- Eisernes Kreuz II. und I. Klasse[3]
- Eiserner Halbmond[3]
- Hanseatenkreuz[3]
- Bundesverdienstkreuz 1. Klasse

## Werke (Auswahl)
- Bilder aus dem Orient: op. 17
- Levantinisches Rondo: op. 22
- Hymnus an das Leben: op. 25 (Text Émile Verhaeren)
- Jahreszeiten: op. 26 (Erstaufführung in Berlin und Leipzig durch Arthur Nikisch)
- Richmodis von Aducht: op. 50, Legenden-Volksoper in einem Vorspiel und drei Aufzügen
- Kleine Fuge (Terzen-Sexten Studie) op. 129